# فیلی پاپس
فیلی پاپس (انگلیسی: Philly Pops) یک ارکستر مستقر در فیلادلفیا، پنسیلوانیا است. گروه فیلی پاپس که توسط مجری و تهیه‌کننده، مو سپتی (انگلیسی: Moe Septee) تأسیس شد و به مدت ۳۵ سال توسط پیانیست برندهٔ جایزه گرمی، پیتر نیرو، رهبری می‌شد، نسخه‌های ارکستری از جاز، سوینگ، آهنگ‌های برادوی و بلوز را اجرا می‌کند. دیوید چارلز آبل در سال ۲۰۲۰ سمت رهبر ارکستر و مدیر موسیقی را بر عهده گرفت.
فیلی پاپس پس از فصل ۲۰۲۳–۲۰۲۲ فعالیت خود را متوقف خواهد کرد.